# Chrysoplatycerus colombiensis
Chrysoplatycerus colombiensis är en stekelart som beskrevs av Kerrich 1978. Chrysoplatycerus colombiensis ingår i släktet Chrysoplatycerus och familjen sköldlussteklar.
Artens utbredningsområde är Colombia. Inga underarter finns listade i Catalogue of Life.